# Dozdak-e Soflá
Dozdak-e Soflá (persiska: دُزدَكِ پائين, Dezak-e Soflá, دِزَكِ سُفلَى, دِزدَك پائين, دزدک سفلی) är en ort i Iran.   Den ligger i provinsen Chahar Mahal och Bakhtiari, i den centrala delen av landet, 400 km söder om huvudstaden Teheran. Dozdak-e Soflá ligger 1 999 meter över havet och antalet invånare är 251.
Terrängen runt Dozdak-e Soflá är huvudsakligen bergig, men västerut är den kuperad. Dozdak-e Soflá ligger nere i en dal som går i öst-västlig riktning. Runt Dozdak-e Soflá är det ganska glesbefolkat, med 26 invånare per kvadratkilometer. Närmaste större samhälle är Gerdopīneh, 13,1 km söder om Dozdak-e Soflá. Trakten runt Dozdak-e Soflá består i huvudsak av gräsmarker.